# Koperta (entomologia)

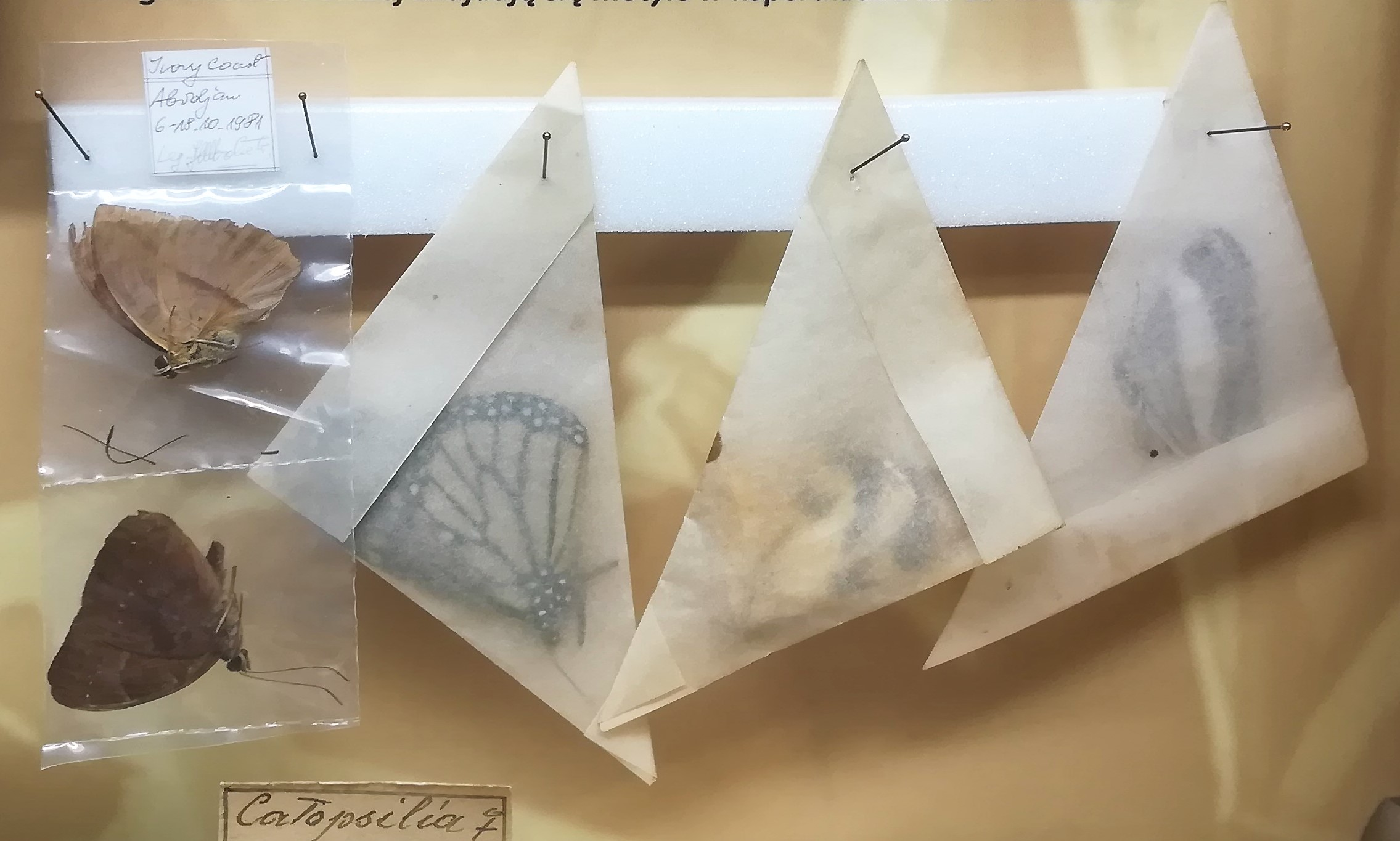
Koperty entomologiczne w Muzeum Motyli w Łebie

Koperta – specjalistyczna koperta przeznaczona do przechowywania nierozpiętych zbiorów entomologicznych, zwłaszcza lepidopterologicznych, czyli motyli.
Koperty służą do przechowywania tych okazów, które nie są przeznaczone do ekspozycji w gablotach lub przetrzymywania w postaci rozpiętej w pudłach, a także mogą być wykorzystywane krótkotrwale, w czasie transportu, po schwytaniu okazu i jego zatruciu. Wykonywane są najczęściej z pergaminu lub papieru śniadaniowego, często własnoręcznie przez kolekcjonerów. Okazy zgromadzone w kopertach (pojedynczo), po opisaniu i skatalogowaniu, umieszcza się w pudłach entomologicznych lub innych szczelnych pojemnikach. Odpowiednio zakonserwowany owad może w kopercie, w stanie idealnym, oczekiwać na rozpięcie nawet kilkadziesiąt lat. Najlepiej do kopertowania nadają się motyle dzienne, gdyż mają wąski tułów i odwłok. Ćmy, dysponując bardziej krępą budową ciała, są w kopertach bardziej narażone na zgniecenie. 